# Tullio Covre
Tullio Covre (Villafranca Padovana, 7 novembre 1917 – Messina, 2 luglio 1961) è stato un aviatore e istruttore di volo acrobatico italiano, Asso della Regia Aeronautica, attivo come pilota militare dal 1935 al 1945  e successivamente istruttore di volo sportivo e acrobatico presso l'Aeroclub di Boscomantico a Verona.

## Biografia
Nacque a Villafranca Padovana il 7 novembre 1917. Entrò come volontario nella Regia Aeronautica all'età di 17 anni, e il 24 agosto 1935 si brevettò come pilota d’aeroplano. Il 16 gennaio 1936 si specializzò presso la Scuola Caccia di Aviano, provincia di Pordenone. Nel 1937 fu inviato in Africa Orientale Italiana, in seno alla 116ª Squadriglia dello Stormo d'assalto, prestando servizio ad Addis Abeba, Gimma e Gondar. In terra d'Africa contrasse la malaria e fu costretto a rientrare in Patria, ritornando in servizio attivo nel corso del 1938.
Nel 1939 prestò servizio dapprima in Puglia, poi in Ungheria, dove in qualità di istruttore collaborò all'addestramento alla caccia di 60 piloti militari dell'aviazione ungherese. Per il servizio prestato in terra magiara gli furono conferiti i prestigiosi riconoscimenti dell'Aquila di Santo Stefano (brevetto nazionale di pilota) e della Croce di Cavaliere dell'Ordine reale di Santo Stefano. Nel febbraio 1940 ottiene la promozione a sergente maggiore, andando in forza al 54º Stormo Caccia Terrestre.
Nelle prime fasi della guerra partecipò alla breve vita del CAI, Corpo Aereo Italiano in Belgio. Inquadrato nella 353ª Squadriglia del 20º Gruppo Caccia Terrestri, al comando del capitano Riccardo Roveda equipaggiato con i caccia Fiat G.50 Saetta. Rientrato in Patria, con lo stesso gruppo fu poi trasferito in Libia, prestando servizio in zona operativa per sei mesi. In Africa settentrionale però sopraggiunsero ulteriori problemi di salute e venne nuovamente rimpatriato.
Nell'agosto 1943 fu di stanza a Campoformido, in seno al 1º Stormo Caccia Terrestri. Si trovava su tale aeroporto si trovava quando a Cassibile fu firmato l'armistizio dell'8 settembre 1943 con gli angloamericani. Dopo la proclamazione dell'armistizio, in risposta all'appello lanciato dal tenente colonnello Ernesto Botto, decise di aderire alla Repubblica Sociale Italiana, entrando nella neocostituita Aeronautica Nazionale Repubblicana. Assegnato alla 2ª Squadriglia "Diavoli Rossi"  del 2º Gruppo caccia "Gigi Tre Osei", dotata di caccia Fiat G.55 Centauro, combatte nel Veneto orientale. Il 31 ottobre 1944 abbatté un Republic P-47 Thunderbolt, ma nel mese di dicembre, dopo uno scontro con dei caccia Supermarine Spitfire, deve atterrare in emergenza a Thiene. Nel marzo successivo abbatté un bombardiere North American B-25 Mitchell del 310° Bomber Group di base in Corsica. Nell'aprile del 1945 volò ad Aviano, a bordo di un caccia Me.109 biposto, per addestrare i piloti appena assegnati alla Squadriglia "Diavoli Rossi". Partecipò all'ultimo combattimento sostenuto dall'A.N.R. sul basso Garda nel quale perde la vita il sergente Renato Patton, l'ultimo caduto dell'Aviazione Repubblicana. Impegnato in un combattimento con i North American P-51 Mustang del 317º Fighter Squadron del 325º Fighter Group (soprannominato "Checkertail Clan") volò in coppia con l'aereo del sergente Antonio Tampieri. Attaccato e mitragliato dai caccia avversari, il suo aereo subì danni al serbatoio del glicol, mentre nel suo abitacolo si verificò un'esplosione. Stava per abbandonare l'aereo, ma poco prima di saltare scorse l'attacco alle spalle che stava per essere inferto al velivolo di Tampieri. Rientrò nell'abitacolo per avvertirlo con la radio, e quindi si lanciò ma rimase impigliato nell'antenna radio dell'aereo. Riuscì a liberarsi in extremis, appena in tempo per aprire il paracadute e salvarsi. Tampieri, avvertito del pericolo, evitò l'attacco e rientrò alla base.

### La vita nel dopoguerra
Il 27 gennaio 1945 si sposò ed ebbe ben sette figli. Divenuto istruttore civile per guadagnarsi da vivere, si dedicò al volo sportivo. Formò una prima pattuglia acrobatica sportiva a 3, presso l'aeroporto di Boscomantico di Verona, denominata "Frecce Rosse".
Nel 1961 acquistò un velivolo Falco dalla ditta Aeromere di Gardolo, Trento. Già dai primi collaudi l'elica a passo variabile dell'aereo presentò qualche problema e fu sostituita con un'elica a passo fisso. Il 24-25 giugno dello stesso anno, con il Falco appena acquistato, partecipò al Giro del Golfo, al termine del quale l'aereo tornò a Gardolo per sostituire nuovamente l'elica. Gli fu applicata una nuova Aeromatic a passo variabile, l'unica disponibile in magazzino. Il 28 giugno partì per Catania e il 30 si trasferì a Palermo. Sabato 1º luglio aereo e pilota presero il via nel prestigioso Giro di Sicilia, completando la prima tappa, la Palermo-Catania.
Domenica 2 luglio ebbe inizio la seconda tappa, Catania-Palermo. Mentre si trovava sopra la spiaggia di Mare Grosso, nei pressi di Messina, l'elica non resse e si staccò una pala. In piena emergenza il pilota cercò di atterrare sulla spiaggia sottostante gremita di bagnanti e di scolaresche, sbracciandosi come poteva, ma i suoi gesti disperati furono scambiati per saluti. Decise allora di ammarare, una manovra più che abbordabile per un pilota della sua esperienza e abilità. Nell'impatto con l'acqua egli sbatte la testa contro la struttura metallica della radio, perdendo i sensi. Il velivolo sprofondò, ed il pilota perì per trauma cranico all'interno dell'abitacolo. L'aereo sarà recuperato solamente tre giorni dopo, a causa delle forti correnti presenti in zona.

Il suo gesto eroico sarà onorato dalla Fondazione Carnegie che gli assegnò la Medaglia d'argento al valore civile: 

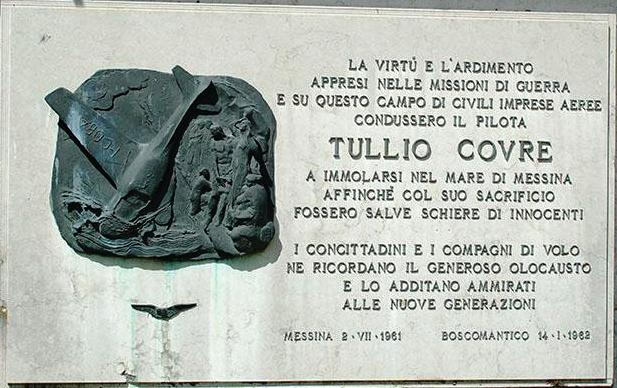
Lapide alla memoria di Tullio Covre, aeroporto Verona-Boscomantico

La memoria di Tullio Covre è ricordata anche da una lapide posta presso l'aeroporto di Boscomantico, posta nel 1962. L'Aeronautica Militare Italiana gli conferì la Medaglia d'argento al valore aeronautico. Una via di Verona e una di San Massimo all'Adige portano il suo nome.

## Onorificenze

### Onorificenze straniere
- Aquila di Santo Stefano (brevetto nazionale di pilota, Ungheria)

### Annotazioni
1. ↑  Dal 1940 al 1941 Tullio Covre eseguì oltre 110 voli di guerra, conseguendo due vittorie.

### Fonti
1. 1 2  Massimello 1996, p. 17.
2. ↑  Leproni 2008, p. 4.
3. 1 2  Leproni 2008, p. 5.
4. ↑  Leproni 2008, p. 9.